# Květinov
Květinov (německy Kwietenau) je obec v okrese Havlíčkův Brod v Kraji Vysočina. Žije zde 220 obyvatel. V údolí při východním okraji obce protéká Úsobský potok, který je levostranným přítokem řeky Sázavy.

## Historie
První písemná zmínka o obci pochází z roku 1436, kdy ji císař Zikmund Lucemburský spolu s několika dalšími vesnicemi včetně Kvasetic (Vasetic) a Radňova (Radnova dvora) připsal Mikuláši Trčkovi z Lípy, pánovi na hradě Lipnici a jeho dědicům za dobré služby v bitvách s Husity. Květinov byl od 16. století, po Bílé Hoře, připojován k různým statkům a často střídal majitele. Václav Ignác Deym hrabě ze Stříteže (1669-1747), vlastnil Květinov se statkem Věž a jeho syn Franz Anton roku 1787 oba statky prostřednictvím svého zástupce nechal prodat. Spojené statky, z více než tří čtvrtin zadlužené, koupil za 65 000 zlatých obchodník z Velkého Meziříčí Wenzl Segenschmid. Roku 1791 odprodal statek Květinov jeho zeť, Bernard Krziwanek za více než 23.275 zl. Tehdy se stal Květinov samostatným zbožím. Jeden z dalších majitelů, Jan Langer ze Štambachu, nechal roku 1811 postavit v horní části obce u silnice na Herálec klasicistní zámeček. Další z majitelů, moravskobudějovický poštmistr Jan Leopold Kunrath/Kundrath, založil západně od zámečku malý anglický park.
Kolem roku 1865 vznikl výkupem a scelováním pozemků velkostatek Květinov-Kvasetice. Zakoupila se zde rodina statkářů Rychlých / Richlých a Schmidtových. Z Kvasetic , původně sice malé, ale dost zámožné selské vsi, se stala správní část Květinova a samostatná hospodářství tady zcela zanikla. Většinu původních stavení statkáři nechali zbořit a v roce 1864 si na tzv. rychtářově gruntě postavili novogotický zámeček. Je součástí hospodářského dvora a patří k němu i novogotická pohřební kaple rodiny Schmidtových z roku 1888. Roku 1989 byly Schmidtovým pozemky vráceny v restitucích
| Rok            | 1869 | 1880 | 1890 | 1900 | 1910 | 1921 | 1930 | 1950 | 1961 | 1970 | 1980 | 1991 | 2001 | 2006 | 2014 |
| Počet obyvatel | 579  | 559  | 595  | 589  | 521  | 561  | 504  | 429  | 460  | 379  | 267  | 232  | 203  | 234  | 240  |

## Pamětihodnosti

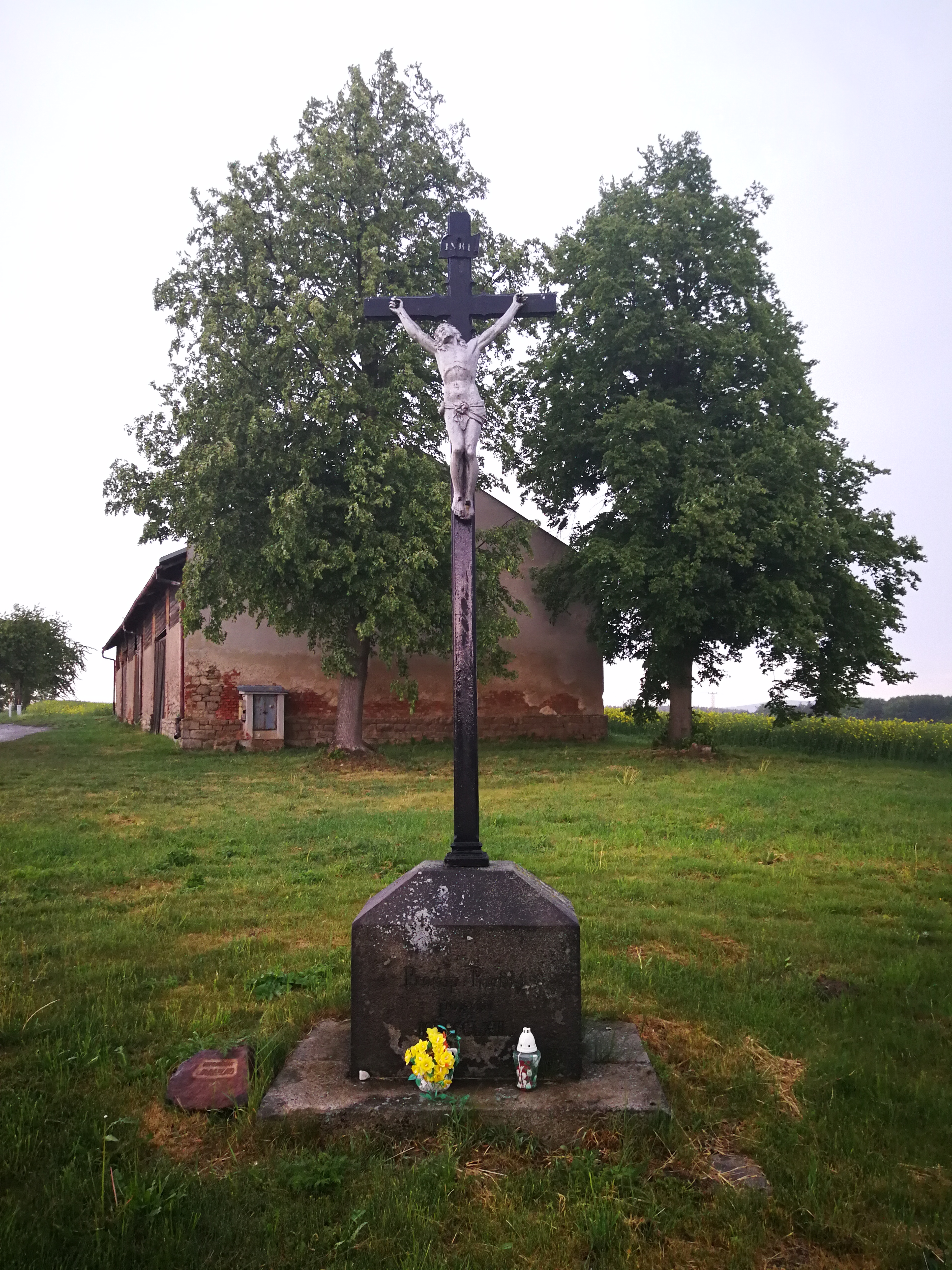
Krucifix

- Zámek Květinov
- KrucifixKrucifix

## Části obce
- Květinov
- Kvasetice
- Radňov

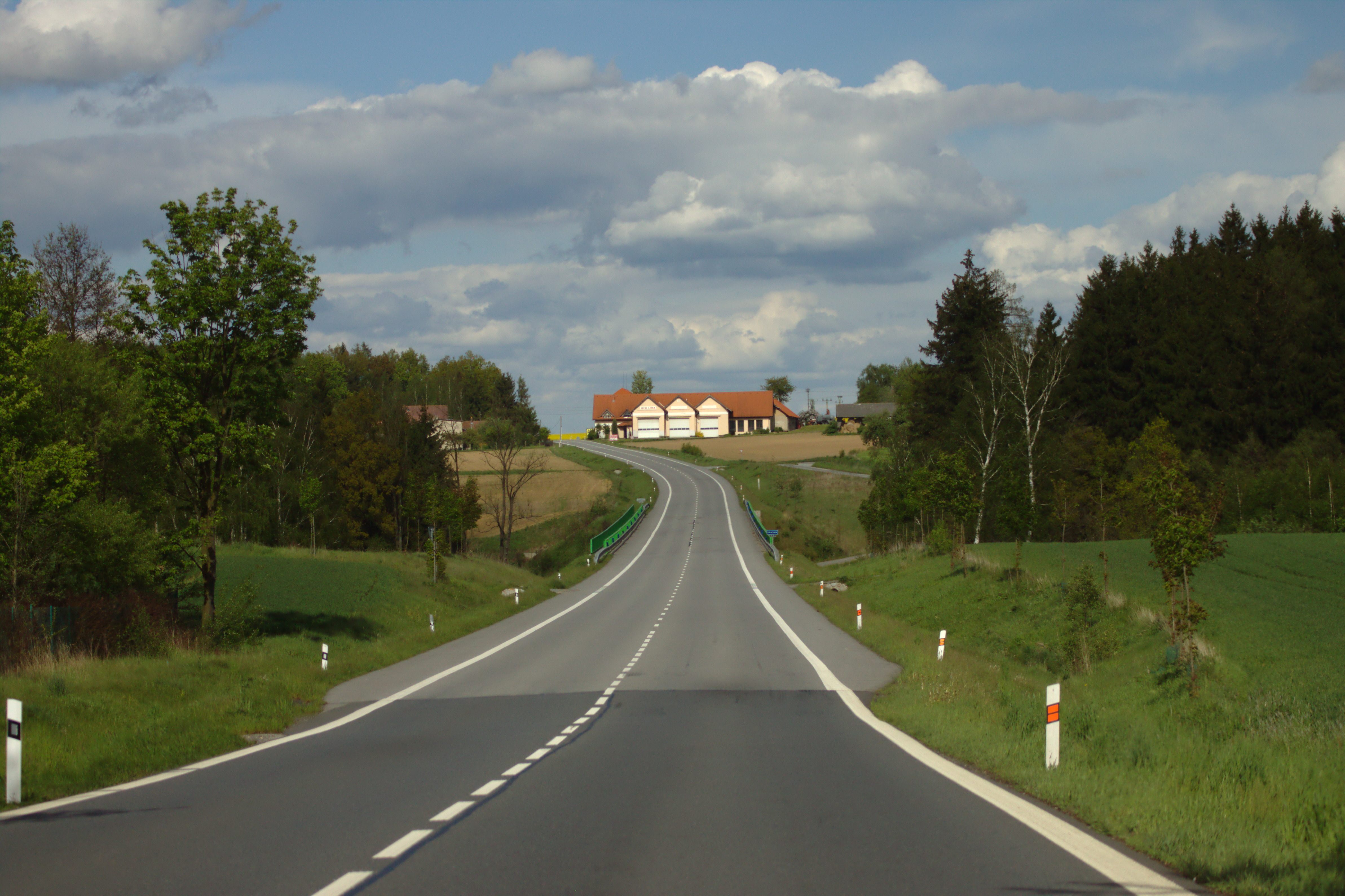
Svitálka

Dále k obci patří samoty Svitálka u silnice I/34, Horky u Kvasetic a Jalovčí pod Radňovem.